# Heliconius fulvescens
Heliconius fulvescens är en fjärilsart som beskrevs av Percy I. Lathy 1906. Heliconius fulvescens ingår i släktet Heliconius och familjen praktfjärilar. Inga underarter finns listade i Catalogue of Life.